# Bridgetown North (Ohio)
Bridgetown North is een plaats (census-designated place) in de Amerikaanse staat Ohio.

## Demografie
Bij de volkstelling in 2000 werd het aantal inwoners vastgesteld op 12.569.

## Geografie
Volgens het United States Census Bureau beslaat de plaats een oppervlakte van
8,7 km², geheel bestaande uit land.

## Plaatsen in de nabije omgeving
De onderstaande figuur toont nabijgelegen plaatsen in een straal van 8 km rond Bridgetown North.